# Bezerédi utca
Bezerédi utca est une rue de Budapest, située dans le quartier de Népszínház (8e arrondissement).